# 균등분포 정리
균등분포 정리(Equidistribution theorem)는 임의의 무리수 a에 대해
a, 2a, 3a, ... mod 1
은 균등분포되어 있다는 에르고딕 이론의 정리이다. 

## 같이 보기
- 디오판토스 근사
- 디리클레 근사정리
- 저불일치 수열